# 新大工町停留場
新大工町停留場（しんだいくまちていりゅうじょう、新大工町電停）は、長崎県長崎市新大工町にある長崎電気軌道蛍茶屋支線の停留場。駅番号は40。
2号・3号・4号・5号各系統が停車する。

## 歴史
新大工町停留場は1934年（昭和9年）12月に開業した。馬町 - 蛍茶屋間の開通と同日のことである。

### 年表
- 1934年（昭和9年）12月20日：開業[2]。
- 1962年（昭和37年）7月8日：蛍茶屋車庫から360形電車363号が逸走し、当停留場に停車していた365号に追突する事故が発生[4]、12人が死傷[5]。363号・365号はともに大破したものの、導入間もない新車だったため修理され復活した[6]。
- 1969年（昭和44年）12月3日：歩道橋設置[7]。
- 2019年（平成31年）2月23日：横断歩道設置[8]。

## 構造

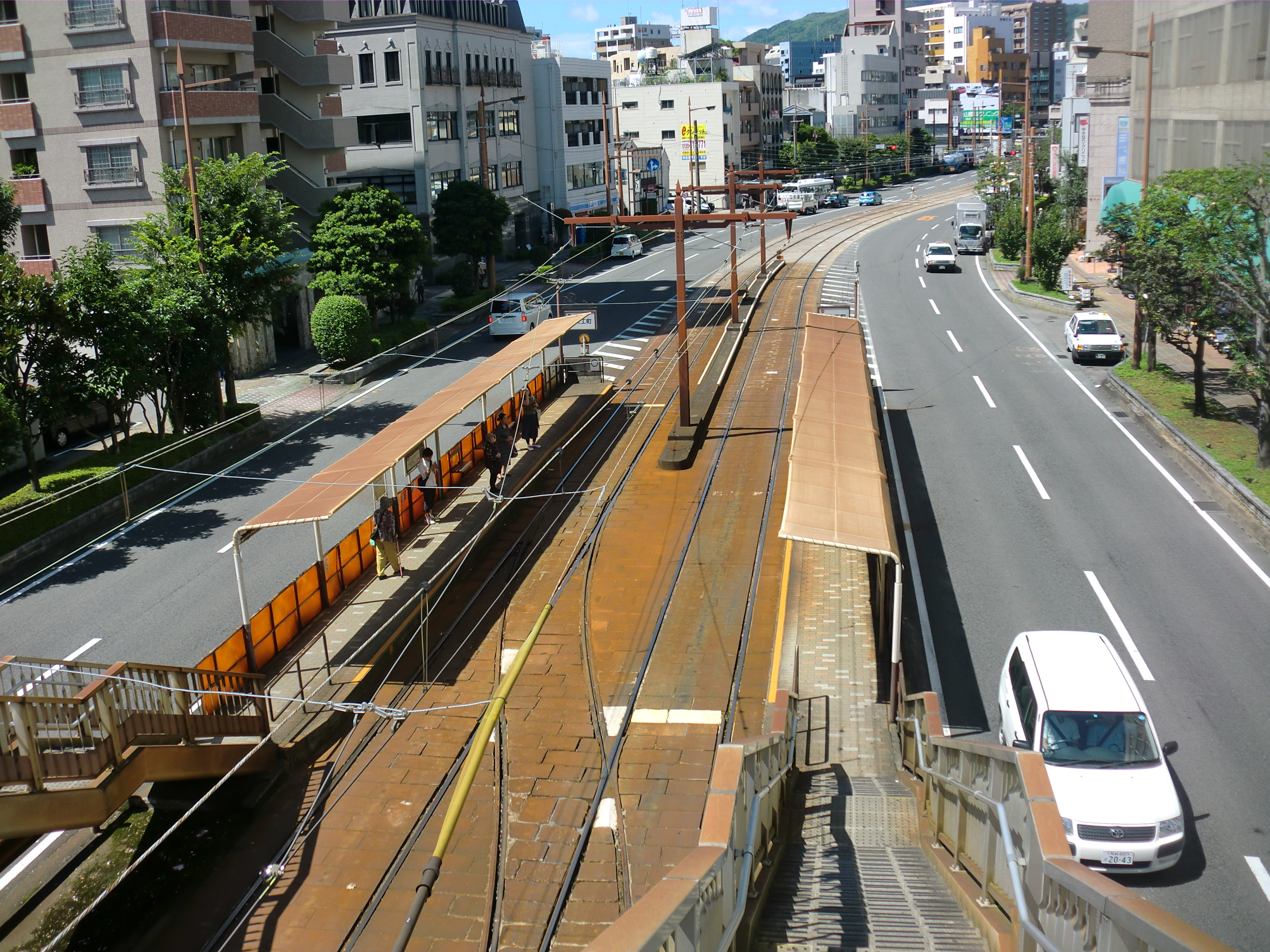
横断歩道設置前の電停（2015年9月）

新大工町停留場は併用軌道区間にあり、道路上にホームが置かれる。ホームは2面あり、東西方向に伸びる2本の線路を挟んで向かい合わせになっている（相対式ホーム）。線路の北側にあるのが蛍茶屋方面行きのホーム、南側にあるのが西浜町・長崎駅前方面行きのホーム。ホームには横断歩道橋が接続していて、出入りにはこれが使用されていたが、バリアフリーの観点から2019年（平成31年）2月に横断歩道と道路信号が設置され平面移動による出入りが可能となった。歩道橋の一端は停留場の脇にあった百貨店・長崎玉屋の2階（1969年開業・2014年閉店）に接続、もう一端は立体駐車場に接続されていた。
歩道橋は玉屋ビルの解体と時期を同じくして撤去されることとなったが、再開発完了後にエレベーター付きの歩道橋が再設置されることになっている。
蛍茶屋方には渡り線が設置されているが、使用されることはほとんどない。

## 利用状況
長崎電軌の調査によると1日の乗降客数は以下の通り。
- 1998年 - 5,970人[1]
- 2015年 - 3,700人[15]

## 周辺
新大工町には商店街が広がる。また諏訪神社の門前町としての性格をもつ街でもある。
- 長崎大学片淵キャンパス（経済学部） - 裏門に向かう場合便利。正門に向かう場合は隣の諏訪神社停留場が便利である。
- 龍馬のぶーつ像、亀山社中記念館 - いずれも徒歩15分程度。

## 隣の停留場
長崎電気軌道
蛍茶屋支線
諏訪神社停留場 (39) - 新大工町停留場 (40) - 新中川町停留場 (41)
- 1944年（昭和19年）までは隣の新中川町停留場との間に桜馬場町停留場が存在した。